# فردریک برن
فردریک برن (فرانسوی: Frédéric Brun‎؛ زادهٔ ۱۸ اوت ۱۹۸۸) دوچرخه‌سوار اهل فرانسه است.
از باشگاه‌هایی که در آن رکاب زده‌است می‌توان به آژ۲آر لا موندیال، سن میشل–اوبر۹۳، و تیم دوچرخه‌سواری فورتونئو–اسکارو اشاره کرد.